# بلفاست (کالیفرنیا)
بلفاست (به انگلیسی: Belfast) یک منطقهٔ مسکونی در ایالات متحده آمریکا است که در شهرستان لاسن، کالیفرنیا واقع شده‌است. بلفاست ۱٬۲۶۰ متر بالاتر از سطح دریا واقع شده‌است.